# Japanagromyza wirthi
Japanagromyza wirthi este o specie de muște din genul Japanagromyza, familia Agromyzidae, descrisă de Spencer în anul 1973.
Este endemică în Dominica. Conform Catalogue of Life specia Japanagromyza wirthi nu are subspecii cunoscute.